# Велика Вачжига
Велика Вачжи́га (рос. Большая Вачжига) — річка в Республіці Комі, Росія, права притока річки Ілич, правої притоки річки Печора. Протікає територією Троїцько-Печорського району.
Річка починається з болота на західних схилах височини Иджид-Парма, протікає на північ, північний схід, північ, північний схід (перетинає хребет Иджид-Парма), схід, південний схід та північний схід. Впадає до Ілича в районі колишнього присілка Велика Вачжига.
У гирлі знаходиться колишній присілок Велика Важчига.